# Bolbelasmus orientalis
Bolbelasmus orientalis is een keversoort uit de familie cognackevers (Bolboceratidae). De wetenschappelijke naam van de soort werd in 1968 gepubliceerd door Petrovitz.